# Abel Manta
Abel Abrantes Manta (São Pedro, Gouveia, 12 de outubro de 1888 – Santa Catarina, Lisboa, 9 de agosto de 1982) foi um pintor e professor português. É uma figura maior da primeira geração de pintores modernistas portugueses.
Com formação em Lisboa (1908-15) e Paris (1919-25) e autor de uma obra centrada em categorias diversas (retrato, paisagem, natureza-morta), Abel Manta destaca-se em particular, no panorama português, como "o maior retratista do seu tempo".

## Biografia

Jogo de Damas, 1927, óleo s/ tela, 106 x 116 cm (Col. Museu do Chiado)

Abel Manta nasceu em Gouveia, na freguesia de S. Pedro, em 1888. Era filho do comerciante João de Abrantes Manta e de Maria da Luz, doméstica, ambos naturais de Gouveia.
Fixou residência em Lisboa em 1904. Em 1908 matriculou-se na Escola de Belas Artes de Lisboa, onde foi aluno de Carlos Reis e Ernesto Condeixa, terminando o curso em 1915.
Em 1919 parte para Paris, onde irá contactar com Francisco Franco, Dordio Gomes, Cristino da Silva e João da Silva, com quem partilhou o ateliê. Frequentou o curso de gravura na casa Schulemberger; participou no Salon La Nationale, Paris, em 1921, 1922 e 1923. Regressou a Lisboa em 1925 e nesse mesmo ano expõe individualmente no Salão Bobone, Lisboa.
Em 1920 recebe o 3.º Prémio de Pintura na SNBA. Dez anos mais tarde participa no I Salão dos Independentes, Lisboa; a partir dessa data marca presença em inúmeras exposições coletivas, recebendo diversos prémios, nomeadamente os seguintes: Prémio Silva Porto, S.N.I., 1942; 1º Prémio de Pintura, I Exposição de Artes Plásticas da Fundação Calouste Gulbenkian, Lisboa, 1957.
Em 1926 foi docente da cadeira de Artes Decorativas no Ensino Técnico, no Funchal; no ano seguinte, a 9 de abril, casou civilmente em Lisboa com Clementina Carneiro de Moura e em 1928 nasceu o seu único filho, João Abel Manta.
Em 1934 foi "injustamente vencido" no concurso para professor da Escola de Belas Artes, ensinando a partir desse ano e até à aposentação, em 1958, na Escola de Artes Decorativas António Arroio.
Em 1965 realizou uma exposição retrospetiva na SNBA, Lisboa, em paralelo com Dordio Gomes.
Embora discreto na forma como projetou no exterior a sua obra, Manta pertenceu por inteiro à intelectualidade do seu tempo. Privou com figuras de grande relevo, participou regularmente em tertúlias como a do café A Brasileira, Chiado. A 3 de setembro de 1979, foi agraciado com o grau de Comendador da Ordem Militar de Sant'Iago da Espada pelo Presidente da República Portuguesa, António Ramalho Eanes.
Morreu a 9 de agosto de 1982, vítima de trombose cerebral por aterosclerose, na freguesia de Santa Catarina, em Lisboa, onde residia na Rua Nova do Loureiro, n.º 27, R/C. Foi inicialmente sepultado no cemitério de S. Domingos de Rana, em Cascais, tendo sido trasladado para o Cemitério dos Prazeres, em Lisboa, em 1997.
Na sua terra natal, Gouveia, foi inaugurado em Fevereiro de 1985 o Museu Municipal de Arte Moderna Abel Manta, num edifício setecentista, o antigo Solar dos Condes de Vinhó e Almedina, patrocinadores dos estudos artísticos de Abel Manta. O acervo inclui um núcleo de obras de Abel Manta e de outros artistas de relevo, entre os quais Vieira da Silva, Joaquim Rodrigo, Júlio Resende, Júlio Pomar, Menez e Paula Rego.
Existe colaboração da sua autoria no semanário Mundo Literário  (1946-1948).
A Rua Abel Manta, em Benfica, Lisboa, recebeu o seu nome.

## Obra

Autorretrato, c. 1939, óleo sobre tela, 65 x 50 cm. Pertencente à Colecção de J. Abel Manta, Museu de Gouveia

Para Abel Manta, como para a maioria dos pintores modernistas portugueses, a estadia em Paris foi determinante. Nas palavras de Adriano de Gusmão, "Um exigente sopro de renovação agita e encrespa a pintura de Abel Manta após a sua frutuosa experiência de Paris". A "descoberta do impressionismo e de Cézanne" forneceu-lhe os instrumentos para a definição do quadro de referências da sua produção futura. "Abel Manta passou a ser um pintor que assume uma dupla formação: a do naturalismo dos seus mestres na Escola de Belas Artes de Lisboa, com especial relevo para Carlos Reis, na procura da luz e de um registo mais imediato, bem como o rigor, a necessidade de construção que o «cilindro, a esfera e o cone» cézanneanos lhe incutiram". "À margem de qualquer vanguardismo, detestando o academismo, sincero para consigo próprio e para com a sua visão das coisas" , conseguiu compatibilizar essas referências de modo pessoal.
Embora a fase inicial se caracterize por uma estruturação das formas e do espaço pictórico mais cézanneana, mais geometrizada, não parece possível isolar no interior da sua obra períodos estanques, claramente demarcados. Centrando-se sobretudo na observação direta do real ("Abel Manta está vinculado – pois claro! – ao real. O «motivo» é o seu terreno"), o seu projeto artístico caracteriza-se por uma grande coerência e continuidade.
Abel Manta elegeu três domínios temáticos principais: natureza-morta, paisagem e retrato. "Entre a natureza-morta cezanniana e a paisagem urbana impressionista se define a sua obra que, na maturidade sobretudo, se enriqueceu com notáveis retratos".
Ao logo dos anos pintou retratos de gente notável, como Bento de Jesus Caraça e Manuel Mendes, familiares, amigos, vizinhos, afirmando-se "como o maior retratista do seu tempo, capaz de integrar a expressão psicológica num sistema pictural coerente, com simultâneo entendimento plástico do retratado e compreensão do seu significado humano e social". Para compreender a dimensão dessa faceta da sua obra vale a pena demorarmo-nos nos autorretratos, "onde nos surge maciço, franco e reservado […], algo interrogativo no olhar"; ou confrontar uma pintura "com aura" como o retrato do violinista René Bohet, 1930, com a sua cara na sombra e o seu "corpo quase desconjuntado, num espaço triangular, […] que tanto figura a música e o seu ritmo, como o músico"
Na sua obra pode destacar-se Jogo de Damas, 1927, pertencente à coleção do Museu do Chiado, onde evoca Clementina Carneiro de Moura a jogar com o irmão. De herança cézanneana ("Uma vez mais é em Cézanne e na memória dos jogadores de cartas que esta pintura encontra a sua ascendência"), esta será, segundo José Augusto França, "a obra mais significativa das suas possibilidades «modernas»", garantindo-lhe "uma posição importante entre os pintores da sua geração".
"Atento à atmosfera da cidade tanto quanto à sua estrutura", as suas paisagens urbanas oferecem-nos "imagens fiéis mas inesperadas pela escolha do motivo ou do ângulo da sua tomada" Manta pintou a cidade do Funchal, Gouveia ou Lisboa; "sobretudo Lisboa, onde sabia renovar e reinventar, repetindo e inovando um espaço, sempre o mesmo e sempre diferente, como o largo de Camões, lugar comum maior na sua pintura". Através do exemplo desta série é possível confirmar a regularidade da sua obra, ver como o mesmo tema lhe serviu para gerar, ao longo dos anos, pinturas tão similarmente líricas e preocupadas com "o espaço total da composição" (pinturas a que, segundo José Luís Porfírio, a palavra "impressionismo, embora imprópria", foi recorrentemente associada ).

## Coleções / Exposições

Largo Camões, 1954, óleo sobre tela, 65,5 x 55 cm (Col. Centro de Arte Moderna Gulbenkian)

Abel Manta está representado em inúmeras coleções e museus, entre os quais: Museu do Chiado, Lisboa; Fundação Calouste Gulbenkian, Lisboa; Museu Municipal de Arte Moderna Abel Manta, Gouveia.

### Exposições individuais[16]
- 1925 – Salão Bobone, Lisboa.
- 1965 – Sociedade Nacional de Belas Artes (SNBA), Lisboa.
- 1984 – Festa do Avante, Lisboa.
- 2010 – Abel Manta (1888-1982): um modernista esquecido, Casa-Museu Medeiros de Almeida, Lisboa.

### Algumas exposições coletivas / Prémios

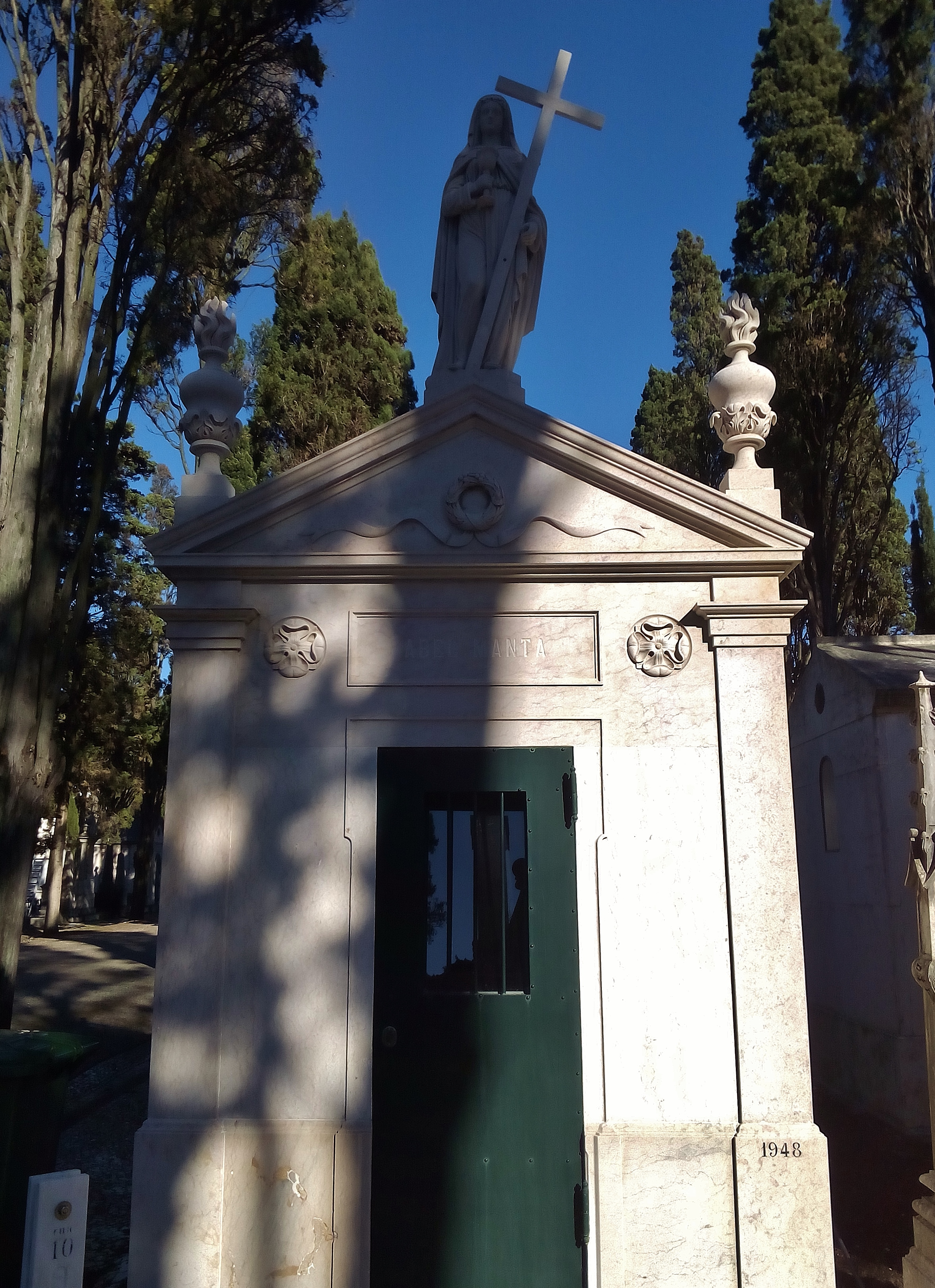
Jazigo de Abel Manta, Cemitério dos Prazeres

- 1914 – Menção Honrosa em Pintura, Sociedade Nacional de Belas Artes (SNBA), Lisboa.
- 1920 – 3.º Prémio de Pintura, SNBA, Lisboa.
- 1921, 1922, 1923 – Salão La Nationale, Paris.
- 1923 – Galeria Legripe, Ruão.
- 1930 – I Salão dos Independentes, Lisboa.
- 1933 – Exposição coletiva, SNBA, Lisboa; Exposição coletiva, Galeria UP, Lisboa.
- 1934 – 2.ª Medalha, SNBA, Lisboa.
- 1935, 36, 38, 41, 42 – I, II, III e VI Exposições de Arte Moderna do S.P.N./S.N.I., Lisboa; vence o Prémio Silva Porto (1942).
- 1946-1951 e 1954 – Exposições Gerais de Artes Plásticas, SNBA, Lisboa.
- 1949 – 1.ª Medalha em Pintura, SNBA, Lisboa.
- 1955 – Bienal de Veneza, Veneza.
- 1957 – I Exposição de Artes Plásticas da Fundação Calouste Gulbenkian, Lisboa – Prémio de Pintura.
- 1958 - Bienal de S. Paulo, Brasil; Exposição Internacional de Bruxelas.
- 1961 – Salão da Primavera, SNBA, Lisboa. Fundação Calouste Gulbenkian: II Exposição de Artes Plásticas, Lisboa.
- 1965 – Exposição Arte Portuguesa 1550-1950, Museu Nacional de Belas Artes, Rio de Janeiro, Brasil.
- 1967 – Exposição de Arte Portuguesa, Bruxelas, Paris e Madrid.
- 1972 – Exposição de Arte Portuguesa nos Séculos XIX e XX em Coleções Particulares, Fundação Calouste Gulbenkian, Lisboa.
- 1985 – O Imaginário da Cidade de Lisboa, Centro de Arte Moderna, Fundação Calouste Gulbenkian, Lisboa.
- 2009 – Retrato de Família: Abel Manta, Clementina Carneiro de Moura, João Abel Manta, Isabel Manta, Museu Municipal de Arte Moderna Abel Manta, Gouveia.
- 2010 – Um percurso, dois sentidos: a Coleção do Museu Nacional de Arte Contemporânea - Museu do Chiado, da atualidade a 1850, Museu do Chiado, Lisboa.
- 2012 – O modernismo feliz: Art Déco em Portugal: pintura; desenho; escultura, 1912-1960, Museu do Chiado, Lisboa.
- 2013 – Retrato(s) de Família, Centro Cultural de Cascais, Cascais.